# Liaisons Dangereuses
I Liasons Dangereuses sono stati una band tedesca attiva tra il 1981 e il 1982.

## Storia dei Liaisons Dangereuses
La band venne fondata da Beate Bartel (ex Einstürzende Neubauten e successivamente Mania D) e da Chrislo Haas (Deutsch-Amerikanische Freundschaft); insieme ad essi c'era anche il cantante Krishna Goineau. Furono tra i primi esponenti della Neue Deutsche Welle a portare in Germania la Electronic Body Music. Il loro primo e unico album nacque da quattro audiocassette da 10 minuti l'una registrate nel 1981. Della produzione del disco auto-titolato si occupò Conny Plank nel suo studio a Colonia. La band fece parecchie apparizioni dal vivo durante il periodo di attività, durante alcune delle quali suonarono insieme a loro Anita Lane (Nick Cave & The Bad Seeds) e Hideto Sasaki. Il singolo "Los Niños del Parque", estratto dall'album Liasons Dangereuses, fu il maggior successo della band nell'ambiente underground e ha influenzato molti DJ della Chicago house e della Detroit techno